# 改革十年：中青年理论与实践研讨会
改革十年：中青年理论与实践研讨会，俗称京丰宾馆会议，是1989年4月5日至8日在北京市丰台区京丰宾馆举行的一次汇集中国中青年理论精英的研讨会。

## 背景
改革开放之后，1980年代曾多次召开中青年改革论坛。其中较有影响的有三次。第一次是1984年9月召开的“中青年经济科学工作者学术讨论会”（俗称莫干山会议）。第二次是根据莫干山会议的决定，在天津举办的一个中青年改革论坛。第三次就是1989年4月由中华全国青年联合会、北京青年经济学会等十余家单位联合发起召开的“改革十年：中青年理论与实践研讨会”。
此次研讨会汇集中国各地400多名45岁以下的理论工作者，其中大多数人已参与十年改革开放实践，不少人负责各级政府的政策研究工作，在海内外有一定知名度。面对当时严重的通货膨胀及治理整顿，以及改革面临的困境，这些理论精英各自发表了对改革的看法。此次研讨会旨在总结十年改革开放经验。
这次会议在改革开放第一个十年结束时召开，当时精英对于改革的看法尚较一致，会议气氛团结和谐，讨论和交流非常热烈。1989年之后，中国理论界的统一局面被打破，各类学者逐渐分道扬镳，思想分歧日益加深。

## 过程
1989年4月5日，研讨会开幕。会议分为政治、经济、文化等多个议题，分别设会场同时进行讨论。会议持续四天，政治会场的热门人物有严家其、温元凯、苏晓康等人，经济会场的热门人物有周其仁、石小敏、张学军等人，文化会场的热门人物有黎鸣、包遵信等人。
整个会议的热点为政治体制改革，与会者中两三百人纷纷涌进政治会场，导致经济会场、文化会场受到冷落，甚至连当时社会上极为关注的通货膨胀议题也受冷落。会议组织者对此始料未及。两三百人讨论政治体制改革，但理论准备匮乏，没有拿得出的改革方案，讨论缺乏共识。仅对新权威主义的辩论稍微透彻些。
周其仁在会上有段讲话受到欢迎：“现在为政治体制改革焦头烂额的人太少了，而轻飘的人又实在太多了，我们许多号称精英的人似乎还不屑于做扎实研究的事情。但是如果我们不改变这种根本性的弱点，那么人民将来只好与‘精英’们告别。”
会议结束时，几个组总结，政治组总结者为严家其，经济组总结者为周其仁。中信公司研究所朱嘉明做大会总结。
会议快结束那天，中央领导前来看望与会者，中共中央政治局委员胡启立等人和与会者合影。
4月8日下午，此次研讨会闭幕。

## 与会者
参加会议者超过400人，包括从中央到地方，从体制内到体制外的精英。既有严家其、包遵信、温元凯、戴晴等当时有争议甚至曾参加“31人签名”的学者参会，也有中国共产党中青年干部李克强、俞正声、王岐山、李源潮、刘延东作为会议组织者参会。
以下列出部分与会者及当时的职务：
- 李克强：中国共青团中央书记处书记
- 李源潮：中国共青团中央书记处书记
- 刘延东：中华全国青年联合会主席
- 薄熙来：中共大连市委宣传部部长
- 俞正声：烟台市市长
- 王岐山：中国农村信托投资公司总经理
- 王沪宁：复旦大学国际政治系副教授
- 马凯：国家物价局副局长
- 宋廷明：国家体改委理论宣传司司长
- 高山：中央政治体制改革研究室副研究员
- 黎鸣：北京社会与科技发展研究所研究员
- 周舵：北京大学社会学系讲师
- 朱嘉明：中信公司国际问题研究所副所长
- 包遵信：中国社会科学院历史所副研究员
- 苏晓康：北京广播学院新闻系讲师
- 刘再复：中国社会科学院文学所所长
- 严家其：中国社会科学院政治所研究员
- 陈子明：北京社会科学研究所所长
- 吴稼祥：中共中央办公厅调研室综合组组长
- 冯仑：海南省改革发展研究所副所长
- 温元凯：中国科学技术大学化学系教授
- 曹思源：四通公司社会发展研究所高级经济师
- 张学军：中国社会科学院经济所副研
- 王小强：中国经济体制改革研究所副所长
- 王鲁湘：北京师范学院中文系讲师
- 盛洪：中国社会科学院工经所助研
- 钟朋荣：中南财经大学经济学研究所副研
- 仲大军：新华通讯社编辑
- 梁从诫：《知识分子》杂志社主编
- 迟福林：中共海南省委研究室副主任
- 常修泽：南开大学经济研究所所长
- 蔡昉：中国社会科学院农村发展研究所副研
- 杨帆：天津经济开发区经济研究所副所长
- 曹远征：国家体改委处长
- 王洛林：厦门大学校长
- 洪银兴：南京大学经济系主任
- 刘伟：北京大学经济学院讲师
- 平新乔：北京大学经济学院讲师
- 刘纪鹏：中国社会科学院工经所副研
- 贾康：财政部财政科学研究所室主任
- 孙立平：北京社会经济科学研究所副研
- 李银河：北京大学社会学系博士后
- 周其仁：国务院农研中心发展所副所长
- 张维迎：中国经济体制改革研究所助研
- 郭树清：中国社会科学院马列所博士
- 周小川：对外经济贸易部部长助理
- 陈锡文：国务院农研中心发展所所长
- 林毅夫：国务院农研中心发展所副所长
- 高尚全
- 茅于轼

此外，中共中央总书记赵紫阳派秘书李湘鲁、儿子赵二军旁听会议。

## 余绪
会前，中共中央统战部副部长李定给中共中央统战部六局（党外知识分子局）副局长陶斯亮一项任务，到此次会上物色一批具有议政能力、社会影响力大的青年精英，扩大六局的党外知识分子朋友队伍。陶斯亮在会后向中共中央统战部提交了书面报告。北京青年经济学会秘书长给陶斯亮开列出一份推荐名单：周其仁、邓正来、李盛平、孙立平、陈越光、周舵、黎鸣、谢百三。陶斯亮回到统战部之后登记造册，将他们列为六局的新朋友。